# Pyrgus cirsii
Pyrgus cirsii е вид пеперуда от семейство Hesperiidae. Видът е уязвим и сериозно застрашен от изчезване.

## Разпространение и местообитание
Разпространен е в Андора, Германия, Испания, Италия, Португалия, Франция и Швейцария.
Регионално е изчезнал в Австрия и Словения.
Обитава гористи местности, склонове, ливади, храсталаци, дюни, степи, крайбрежия и плажове.

## Описание
Популацията на вида е намаляваща.